# Camponotus aegyptiacus
Camponotus aegyptiacus é uma espécie de inseto do gênero Camponotus, pertencente à família Formicidae.